# Подокарп

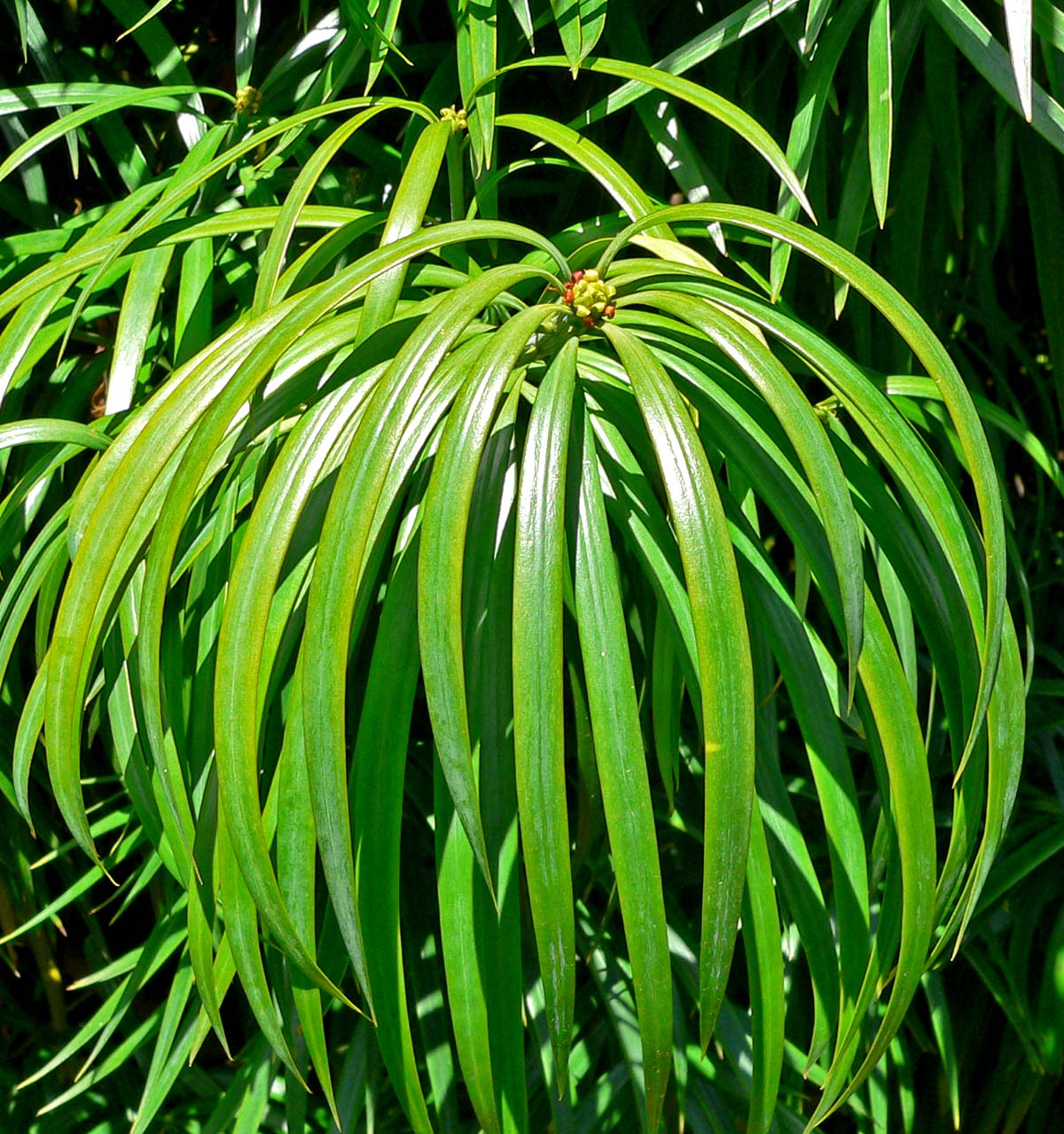
Podocarpus henkelii

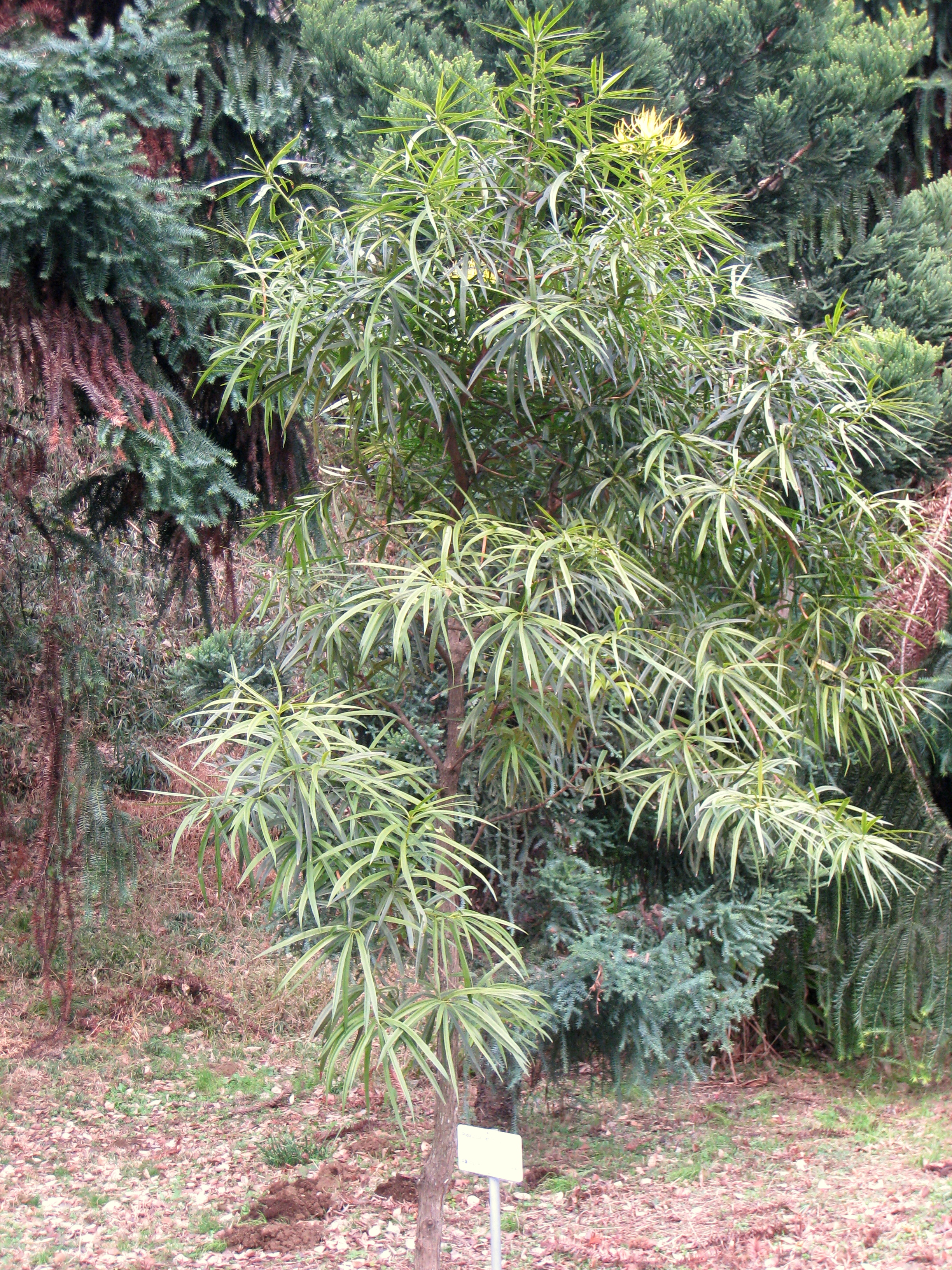
Podocarpus neriifolius

Подока́рп, или Ногоплодник (лат. Podocarpus) — род хвойных растений семейства Подокарповые.
Род объединяет более ста видов быстрорастущих растений, распространённых большей частью в тропиках Южного полушария, а также в Японии и Мексике. Среди подокарпов есть как кустарники высотой около метра, так и деревья высотой до сорока пяти метров.
Некоторые виды — источник деловой древесины.
Подокарп выращивают как декоративное садовое растение. Некоторые виды известны как комнатные растения.

## Виды
По информации базы данных The Plant List (на июль 2016) род включает 108 видов, некоторые из них:
- Podocarpus affinis Seem.
- Podocarpus alpinus R.Br. ex Hook.f. — Подокарп альпийский
- Podocarpus elatus R.Br. ex Endl. — Подокарп высокий
- Podocarpus latifolius (Thunb.) R.Br. ex Mirb. — Подокарп широколистный
- Podocarpus macrophyllus (Thunb.) Sweet — Подокарп крупнолистный
- Podocarpus nivalis Hook. — Подокарп снежный
- Podocarpus pallidus N.E.Gray
- Podocarpus salignus D.Don — Подокарп ивовый
- Podocarpus totara G.Benn. ex D.Don — Подокарп тотара